# Zdeněk Lukáš
Zdeněk Lukáš (21. srpna 1928 Praha – 13. července 2007) byl český hudební skladatel. Patřil k nejhranějším a nejzpívanějším českým skladatelům vážné hudby 2. poloviny 20. století, je autorem více než 350 skladeb.

## Život
Vystudoval pedagogiku a zpočátku také pracoval jako učitel. V letech 1953–1963 byl producentem stanice Československého rozhlasu v Plzni a sbormistrem sboru Česká píseň. Mezi lety 1962 a 1970 bral pravidelné hodiny skladby u profesora Miloslava Kabeláče. Byl silně ovlivněn lidovou hudbou a jeho tvorba se soustředí převážně na vokální hudbu. Od šedesátých let bylo jeho kompoziční přístup obohacen o některé avantgardní technické prvky. Jeho práce, které zahrnují sedm symfonií, několik oper, nespočet oratorií a kantát, jakož i desítky sborových skladeb, byly mnohokrát oceněny v zahraničí, např. jeho Parabolae Salomonis v roce 1965 na soutěží Ernest Bloch Competition v USA, Versos d'amor i de comitat v Barceloně v roce 1972, a jeho 5. symfonie roku 1973 na Premio Città di Trieste. Vedle kompoziční činnosti se věnoval i sbormistrovské práci doma i v zahraničí.
Roku 1996 stál Zdeněk Lukáš spolu se Sylvií Bodorovou, Lubošem Fišerem a Otmarem Máchou u zrodu skupiny autorů Quattro, z nichž každý patřil do jiné generace a reprezentoval rozdílnost rozvoje a uměleckého pokroku. Přestože se jejich tvorba často ubírala opačným směrem, sdíleli tito umělci stejnou ideu podstaty hudební skladby a její funkci ve společnosti a věřili, že umění je životně důležité jako „ekologie duše“. Čtveřice Quattro prezentovala svou hudbu na představeních předních umělců. Řídila se svým vlastním prohlášením a přáním pěstovat efektivní kontakt se svým obecenstvem. Quattro se věnovalo plně skladbě, a proto bylo schopno rychle odpovědět na každé inspirativní pověření. Jejich pokrok lze ilustrovat jejich účastí na festivalu Pražské jaro v roce 1997. Práce členů Quattra byly vydány na nahrávce Supraphon CD SU 3272-2 031 pod názvem Prague Guitar Concertos.
Po jeho smrti byla na jeho počest pojmenována ulice v Jílovém u Prahy - Kamenných vratech, kde měl svou milovanou chatu ve které tvořil.

## Tvorba
- Hudba k českému filmu Kulový blesk (1978) Zdeňka Podskalského
- Missa brevis – krátká mše pro smíšený sbor
- Requiem pro smíšený sbor a capella
- Pocta tvůrcům – pásmo několika fresek pro sólové housle, klavír a smíšený sbor
- Lucerna Domini – skladba pro mužské sólo (baryton) a ženský sbor